# 亞當·斯科特
亞當·斯科特（英語：Adam Derek Scott；1980年7月16日—）是澳洲的一位職業高爾夫球手，主要參加PGA巡迴賽。在2014年5月中旬至8月是世界排名第一的高爾夫球手。迄今已贏得31項職業賽事冠軍。
斯科特迄今贏得的最大賽事冠軍是2013年美國名人賽，這是他的第一個大滿貫冠軍，也令他成為迄今唯一贏得美國名人賽冠軍的澳洲球手。他還贏得過2004年球員錦標賽、2011年普利司通邀請賽、2016年普利司通邀請賽等重要賽事的冠軍。在2012年英國高爾夫公開賽上，他在最後四洞之前領先四桿，但最後因連續博忌而不敵厄尼·艾爾斯。

## 個人生活
斯科特出生在南澳州阿得雷德，並在9歲時和家人一起搬到陽光海岸。1993年，他又和家人一起搬至黃金海岸。他在庫拉爾賓國際學校就讀高中課程，並在這一時期選擇了高爾夫球課程。他就讀於內華達大學拉斯維加斯分校，並加入過Sigma Chi兄弟會。
2014年4月，斯科特和瑞典建築家瑪瑞爾·科雅（Marie Kojzar）在巴哈馬舉辦了一場小型婚禮。兩人在2000年代初期至中期就曾長期交往過。雖然之後分手，但在2013年復活。2015年2月，斯科特和科雅有了他們的第一個女兒Bo Vera Scott。2017年8月18日，他們宣布了長子Byron Scott出生的消息。
斯科特曾經和女子網球前世界第一安娜·伊萬諾維奇在2010年和2011年交往過。
斯科特是一位狂熱的衝浪愛好者。他是澳大利亞澳式足球聯盟球隊阿德萊德烏鴉的球迷。出於避稅目的，斯科特是瑞士居民。

## 業餘生涯
斯科特在1997年和1998年贏得了澳洲少年男子業餘賽的冠軍。

## 職業生涯

### 早期生涯
斯科特在2001年成為職業高爾夫球手，並在PGA歐洲巡迴賽賽事登喜路錦標賽以1桿優勢戰勝賈斯汀·羅斯，獲得自己的第一個職業賽事冠軍。
2002年，斯科特實現了一個非常成功的賽季，兩次獲得歐洲巡迴賽賽事的冠軍，並在巡迴賽年終排行榜上排名第7位。他在這個賽事的第一個冠軍是在卡達名人賽，以6桿之差奪冠。此後斯科特在蘇格蘭PGA錦標賽最後一輪打出63桿的好成績，以10桿優勢奪冠。這也是他迄今最大的奪冠優勢。

### 2003 - 2004

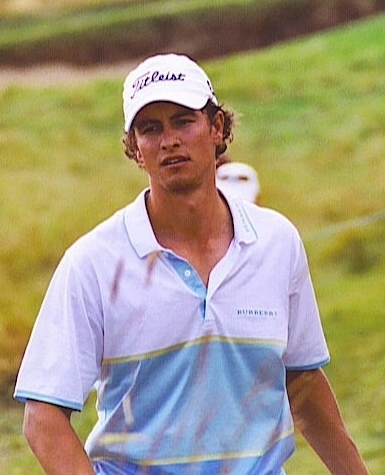
斯科特在2004年

在2003賽季，斯科特在2003年埃森哲比洞錦標賽上打入半決賽，但在第19洞不敵最後的冠軍泰格·伍茲。2003年8月，他在斯堪地納維亞名人賽上以兩杆優勢戰勝尼克·多赫蒂，獲得自己第四個歐洲巡迴賽冠軍。一個月後他在德意志銀行錦標賽上以4桿優勢戰勝羅科·米蒂雅特奪冠，這也是他的第一個PGA巡迴賽冠軍。他在這一年年底入選了總統盃國際隊的成員。

#### 2004年球員錦標賽
斯科特在2004年贏得了巡迴賽旗艦賽事球員錦標賽的冠軍，以1桿優勢戰勝派洛·哈靈頓。他以23歲的年齡成為當時球員錦標賽史上最年輕的冠軍。三個月之後，斯科特在布茲阿倫經典賽上獲得了自己的第三個PGA巡迴賽冠軍。

### 2005 - 2007
2005年年初，斯科特在日產公開賽獲勝。但這次賽事由於大雨而僅舉辦了36洞的比賽，因此不被視為正式勝利。斯科特也首次進入世界排名前10位，迄今他已進入世界前10超過400週。此後他還在於北京市舉辦的約翰走路經典賽上獲得自己的第五個歐洲巡迴賽冠軍；在新加坡公開賽上以7桿優勢戰勝李·維斯特伍德奪冠。
2006年之後，斯科特減少了他在歐洲巡迴賽的參賽次數，重心轉往PGA巡迴賽。他在2006賽季取得一個冠軍、三個亞軍和三個第三名，並在PGA錦標賽上獲得第三名。在這一賽季的最後一場賽事上，斯科特獲得了巡迴錦標賽冠軍。這是他的第四個PGA巡迴賽冠軍。他在2006賽事PGA巡迴賽獎金榜上排名第3位。
在2007賽季的開幕戰賓士錦標賽上，斯科特獲得了亞軍。他的世界排名也因此上升至第三位。在美國名人賽的前一周，斯科特在殼牌休斯敦公開賽上奪冠，獲得了他的第五個PGA巡迴賽冠軍。

### 2008 - 2010

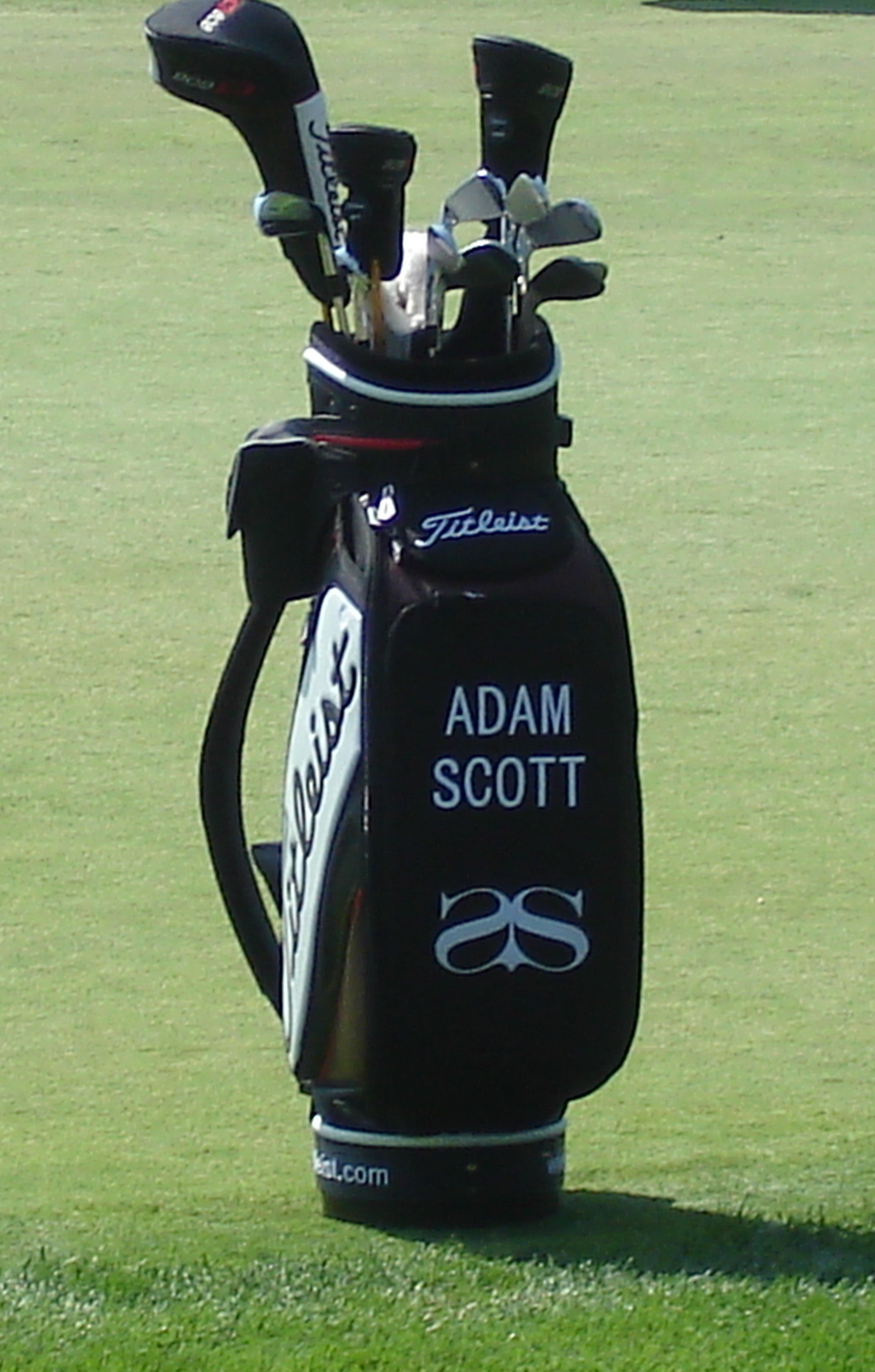
斯科特在2009年PGA錦標賽時使用的球具包

斯科特在2008年因傷病而度過了一個艱難的賽季，但他仍然在歐巡賽和PGA錦標賽均實現奪冠。2008年1月，他以3桿優勢戰勝亨里克·斯滕松，奪得卡達名人賽冠軍，這是他的第6個歐洲巡迴賽賽事冠軍。同年4月，他在附加賽中戰勝瑞安·摩爾，獲得EDS拜倫尼爾森冠軍賽的冠軍。
斯科特的狀態在2009年急劇下降，世界排名跌出前50位，年底的PGA獎金排行榜上也僅排在108位，創出職業生涯最低排名。在他參與的19項PGA巡迴賽賽事上，他在10項賽事上被淘汰，並且僅在夏威夷索尼公開賽上進入前10位。但他在這一年12月的澳洲公開賽上贏得了自己職業生涯首個澳洲賽事的冠軍。2010年5月，斯科特在得克薩斯公開賽上獲得自己的第7個PGA巡迴賽冠軍，這也是他時隔兩年再次獲得PGA巡迴賽的冠軍。同年11月，斯科特獲得了自己的第三個新加坡高爾夫公開賽冠軍，這也是他第7個歐洲巡迴賽冠軍。

### 2011
斯科特在2011年美國名人賽上和他的同胞傑森·戴伊同時獲得並列第二位，這也是他當時在大滿貫賽事上的最佳成績。

#### 普利司通邀請賽冠軍
曾是泰格·伍茲球僮的史蒂夫·威廉姆斯在這一年7月成為斯科特的球僮。二人開始合作後就在8月的普利司通邀請賽上奪冠。他以4桿優勢戰勝路克·唐諾德和里奇·福勒，這也是他的第一個世界高爾夫球錦標賽冠軍。他的世界排名亦時隔兩年重回前10位。

### 2012
斯科特在2012年參加的第一個賽事是北方信託公開賽。斯科特在這一年的美國名人賽獲得並列第8位，在美國公開賽上獲得第15位。

#### 2012年英國公開賽
在2012年英國高爾夫公開賽上，斯科特於第一輪打出了64桿的好成績，追平了在皇家萊薩姆聖安納斯高爾夫俱樂部舉辦的英國公開賽第一輪最佳記錄。斯科特第二輪的成績是67桿，第三輪成績是68桿，以4桿領先進入第四輪。
在最後一輪，斯科特於第14洞打出小鳥球。但從第15洞開始，斯科特連續打出三個博忌。在最后一洞前，斯科特需要一個小鳥球才能奪冠；或者保帕，和厄尼·艾爾斯進入附加賽。但他在最後一洞亦打出博忌，最後一輪的成績是75桿，以1桿不敵艾爾斯。斯科特在最後關頭的崩盤被和其他著名高爾夫球手崩盤進行比較，包括他的同胞格雷格·諾曼在1996年美國名人賽上的崩盤。賽后斯科特表示非常失望。

#### 2012年剩餘賽季
斯科特在英國公開賽之後參加的第一個賽事是普利司通邀請賽，他在這場比賽上獲得第45名。翌週斯科特參加了PGA錦標賽，並獲得並列第11位。11月18日，斯科特獲得了澳洲名人賽的冠軍。

### 2013
斯科特在這一賽事參加的第一場比賽是在二月舉辦的北方信託公開賽，他獲得了並列第10位。之後他參加了兩個世界高爾夫球錦標賽賽事。在卡迪拉克錦標賽上，他在最後一輪將排名從並列19位提高至並列3位。斯科特在美國名人賽之前參與的最後一場賽事是坦帕灣錦標賽，排名並列30位。

#### 2013年美國名人賽
在2013年美國名人賽上，斯科特在最後一天表現上佳，在第72洞時取得並列領先，並在第72洞打出小鳥球，和前冠軍安赫爾·卡布雷拉進入附加賽。在附加賽的第二洞，斯科特成功打出小鳥球，順利奪冠。這是斯科特的第一個大滿貫冠軍，也是澳洲球手第一次獲得美國名人賽冠軍。受前一年他在英國公開賽崩盤的影響，許多媒體並不看好斯科特能奪冠。
美國名人賽的冠軍令斯科特的世界排名上升至第三位，追平職業生涯最高紀錄。由於斯科特使用長推桿奪冠，是第一位通過長推桿在美國名人賽奪冠的球手，他的勝利也引發一些爭論。2012年11月29日，美國高爾夫協會（USGA）和R&A宣布自2016年1月1日開始將禁用長推桿參賽。但由於比賽在2016年之前舉行，因此斯科特並未違反規則。

#### 2013年剩餘賽季
斯科特在2013年美國高爾夫公開賽上獲得並列45位。在2013年英國高爾夫公開賽上，斯科特獲得並列第三位。同年的PGA錦標賽上，斯科特獲得第四名。在這一年的聯邦快遞盃季后賽上，斯科特獲得了巴克萊高球賽的冠軍。他的世界排名也因此上升至第二位，創出新高。10月，斯科特獲得了2013年PGA大滿貫賽冠軍。一個月後，斯科特獲得了PGA澳洲錦標賽冠軍，這是他第14個PGA澳洲巡迴賽賽事冠軍。11月16日，他獲得了澳洲名人賽冠軍。

### 2014
2014年3月，斯科特在阿諾德·帕爾默邀請賽創出單輪62桿，低於標準桿10桿的賽事紀錄，但因第四輪打出76桿（高於標準桿4桿）的成績，最後僅獲得了第三名。
2014年5月19日，斯科特的世界排名升高至第一位，成為第17位獲得世界排名第一的高爾夫球手；也是繼1998年格雷格·諾曼之後，第二位獲得獲得世界第一的澳洲球手。在獲得世界第一之後的一週，斯科特在皇冠廣場邀請賽奪冠，成為第一個在得克薩斯州的四個PGA賽事上均有奪冠紀錄的球手。他維持了自己世界第一的排名至這一年8月，連續11週排名世界第一。

### 2016
2016年2月28日，斯科特獲得本田精英賽冠軍，這是他的第12個PGA巡迴賽冠軍，結束了近兩年的冠軍慌。這也是斯科特第一個用短推桿獲得的冠軍。斯科特也成為2009年菲爾·米克爾森在巡迴錦標賽奪冠之後，第一個在週末打出四博忌卻仍然奪冠的球手。這場勝利讓斯科特的世界排名重回前10。一周之後，斯科特在凱迪拉克錦標賽上以1桿優勢奪冠，實現連續兩週奪冠，這也是他的第二個世界高爾夫球錦標賽賽事冠軍。他的世界排名也因此上升至第6位。
4月，斯科特以日程繁忙為由，宣布不參加2016年夏季奧林匹克運動會。雖然國際高爾夫協會首席執行官彼得·道森（Peter Dawson）對他和其他著名球手的決定表示遺憾。但斯科特的同胞馬庫斯·弗雷澤擁護了他的決定，並稱這些批評是「垃圾」

### 2017
由於斯科特表示希望能從2018年開始有一位全職球僮，斯科特的兼職球僮史蒂夫·威廉姆斯在2017年9月表示在這2017年結束後將不會繼續擔任斯科特的球僮。

### 2019
2019年12月，斯科特獲得了他第2個澳洲PGA錦標賽的冠軍，這是他在2016年卡迪拉克錦標賽後獲得的第一個冠軍。

### 2020
2020年2月，斯科特獲得了捷恩斯公開賽的冠軍，時隔近4年再次在PGA巡迴賽奪冠。

## 外部連結
- 官方网站
- Adam Scott在PGA巡迴賽的官方網站
- 亞當·斯科特在歐洲巡迴賽官方網站
- Adam Scott在男子高爾夫世界排名的官方網站
- Adam Scott player profile, Golf Australia （页面存档备份，存于）